# Richard Riszdorfer
Richard Riszdorfer (Komárno, 17 de marzo de 1981) es un deportista eslovaco que compitió en piragüismo en la modalidad de aguas tranquilas.
Participó en tres Juegos Olímpicos, entre 2000 y 2008, obteniendo una medalla de plata en Pekín 2008 y una de bronce en Atenas 2004, ambas en la prueba de K4 1000 m. Ganó once medallas en el Campeonato Mundial de Piragüismo entre los años 2001 y 2009, y trece medallas en el Campeonato Europeo de Piragüismo entre los años 2000 y 2009.

## Palmarés internacional
| Juegos Olímpicos   | Juegos Olímpicos             | Juegos Olímpicos  | Juegos Olímpicos |
| Año                | Lugar                        | Medalla           | Competición      |
| ------------------ | ---------------------------- | ----------------- | ---------------- |
| 2004               | Atenas (Grecia)              | Medalla de bronce | K4 1000 m        |
| 2008               | Pekín (China)                | Medalla de plata  | K4 1000 m        |
| Campeonato Mundial |                              |                   |                  |
| Año                | Lugar                        | Medalla           | Competición      |
| 2001               | Poznań (Polonia)             | Medalla de bronce | K4 500 m         |
| 2002               | Sevilla (España)             | Medalla de oro    | K4 500 m         |
| 2002               | Sevilla (España)             | Medalla de oro    | K4 1000 m        |
| 2003               | Gainesville (Estados Unidos) | Medalla de oro    | K4 500 m         |
| 2003               | Gainesville (Estados Unidos) | Medalla de oro    | K4 1000 m        |
| 2005               | Zagreb (Croacia)             | Medalla de plata  | K4 1000 m        |
| 2006               | Szeged (Hungría)             | Medalla de oro    | K4 500 m         |
| 2007               | Duisburgo (Alemania)         | Medalla de oro    | K4 500 m         |
| 2007               | Duisburgo (Alemania)         | Medalla de bronce | K4 1000 m        |
| 2009               | Dartmouth (Canadá)           | Medalla de plata  | K4 200 m         |
| 2009               | Dartmouth (Canadá)           | Medalla de bronce | K4 1000 m        |
| Campeonato Europeo |                              |                   |                  |
| Año                | Lugar                        | Medalla           | Competición      |
| 2000               | Poznań (Polonia)             | Medalla de plata  | K4 500 m         |
| 2001               | Milán (Italia)               | Medalla de oro    | K4 1000 m        |
| 2001               | Milán (Italia)               | Medalla de plata  | K4 500 m         |
| 2002               | Szeged (Hungría)             | Medalla de oro    | K4 500 m         |
| 2002               | Szeged (Hungría)             | Medalla de oro    | K4 1000 m        |
| 2005               | Poznań (Polonia)             | Medalla de oro    | K4 1000 m        |
| 2006               | Račice (República Checa)     | Medalla de oro    | K4 500 m         |
| 2006               | Račice (República Checa)     | Medalla de oro    | K4 1000 m        |
| 2007               | Pontevedra (España)          | Medalla de oro    | K4 500 m         |
| 2007               | Pontevedra (España)          | Medalla de oro    | K4 1000 m        |
| 2008               | Milán (Italia)               | Medalla de oro    | K4 500 m         |
| 2008               | Milán (Italia)               | Medalla de oro    | K4 1000 m        |
| 2009               | Brandeburgo (Alemania)       | Medalla de plata  | K4 1000 m        |